# The Blue Room EP
The Blue Room EP – trzeci minialbum rockowej grupy Coldplay, a zarazem jej pierwszy album po podpisaniu kontraktu z wytwórnią Parlophone, co miało miejsce w kwietniu 1998 roku.
Wersja „Don’t Panic” zamieszczona na wydaniu singla była bardziej nastrojowa niż ta, pochodząca z debiutanckiego albumu grupy, Parachutes. Na singlu znalazły się również dwie piosenki z Safety EP: „Bigger Stronger” oraz krótsza wersja „Such a Rush” – nie zawierała ona fragmentu muzyki, który poprzedzał wokal Chrisa Martina. Czwarty utwór, „High Speed”, również pochodził z płyty Parachutes.
Oryginalne wydanie EP wynosiło zaledwie 5000 egzemplarzy. Obecnie album jest dostępny w większym nakładzie, po ponownym wydaniu w 2001 roku.

## Lista utworów
1. „Bigger Stronger”
2. „Don’t Panic”
3. „See You Soon”
4. „High Speed”
5. „Such a Rush”